# Gökhan Kardeş
Gökhan Kardeş (15 tháng 5 năm 1997) là một cầu thủ bóng đá người Thổ Nhĩ Kỳ hiện tại thi đấu cho câu lạc bộ România Juventus București ở vị trí hậu vệ.

## Sự nghiệp
Kardes ra mắt chuyên nghiệp với tư cách cầu thủ Jong PSV ở giải hạng hai vào ngày 8 tháng 8 năm 2016 trước FC Den Bosch.